# Lesley Abdela
Lesley Abdela   (Londres, 17 de novembre de 1945) és una periodista i activista pels drets de les dones britànica. Ha estat consellera de Govern en 40 països diferents, en Organitzacions Intergovernamentals (com les Nacions Unides, OIN, OSCE), Organitzacions no Governamentals i a la Comissió Europea. També és periodista, locutora, oradora pública i activista en els drets de les dones.

## Biografia
Va néixer a Londres i va estudiar a l'escola de la Reina Anna, Escola Chatelard, el Col·legi Hammersmith d'Art i Construcció i al Col·legi Londres de Comunicació.
Abdela va guanyar el Premi Dona d'Europa per buscar l'empoderament de la dona a l'Europa Central i Europa de l'Est i el 1996 va ser la primera editora política de la revista Cosmopolitan. El 2006, Abdela va estar en el "Top 50 Heroïnes del Nostre Temps" de la revista New Statesman. Al juliol de 2007 l'Oficina d'Afers Culturals i Educatius del Departament d'Estat dels EE.UU la va escollir com l'Europea del Mes. En els Honors d'Aniversari de la Reina de 1990 va ser nomenada "Membre de l'Ordre de l'Imperi Britànic" pels seus "serveis per a l'avanç de la dona en la Política i els Governs Locals."
El 2007, Abdela va topar amb la tomba de Barbara Bodichon en el petit cementiri de Brightling de East Sussex, situada a 80 quilòmetres de Londres. Estava en un estat de deteriorament; les baranes es trobaven rovellades, i la inscripció a la tomba era gairebé il·legible. La historiadora Judith Rowbotham de la Universitat de Nottingham Trent va fer una convocatòria per obtenir fons amb la finalitat de restaurar la tomba i els seus voltants. Al voltant de 1.000 lliures van ser recaptades. Els diners va ser utilitzat sota supervisió local.
Abdela ha tingut diversos càrrecs en organitzacions d'alt perfil:
- Membre de la Junta de Govern de Consell Britànic (1995-2000)
- Directora de la Universitat de Nottingham Trent (1997-2000)
- Membre de la Junta de Govern de l'Institut Internacional per al Medi Ambient i el Desenvolupament (1992-1997)[6]
- Cofundadora i Líder de "The 300 group" (El Grup de les 300) per a dones polítiques
- Candidata parlamentària pel Partit Liberal per a l'elecció general de 1979

## Treballs
- A Strange Old Mother: No Press Pass for Women 's Magazines (1994)
- Breaking Through the Glass Ceilings (1991)
- Do It !: Walk the Talk : A Practical Guide for Employers on how to Change the Gender Culture in the Workplace (1995)
- What women want : A guide to creating a better and fairer life for women in the UK, (1994) 7
- Women with X Appeal: Women Politicians in Britain Today (1989)